# Lucas Ordoñez
Pour les articles homonymes, voir Ordoñez.
Ne doit pas être confondu avec Lucas Ordóñez.
Lucas Ordoñez Villavicencio, est un joueur international argentin de rink hockey né le 24 janvier 1988. Il évolue, en 2015, au sein du Hockey Valdagno.

## Palmarès
En 2015, il participe au championnat du monde de rink hockey en France.